# Cinema mut

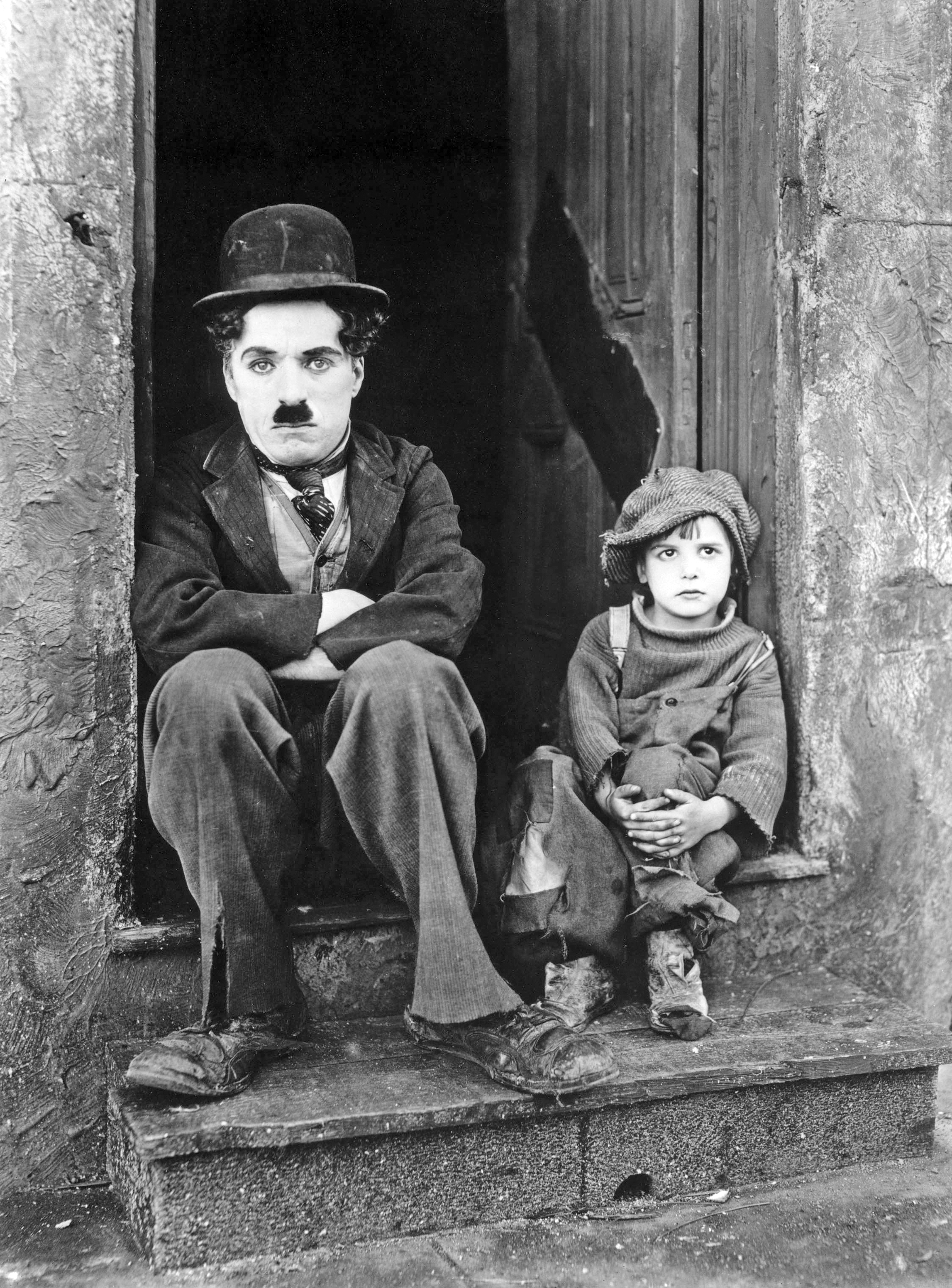
The kid, 1921

El cinema mut és el tipus de cinema que no té so pregravat i sincronitzat, especialment pel que fa als diàlegs parlats, que sí que poden aparèixer en forma de subtítols. Fa especialment referència al cinema de la darrera dècada del segle xix i de les tres primeres dècades del segle xx. Tot i això, alguns crítics diferencien el “cinema primitiu” que abraçaria el període comprès entre les primeres pel·lícules de Louis Le Prince (1888) i dels Germans Lumière (1895) fins a mitjans de la següent dècada i en el qual el cinema era considerat com una atracció tecnològica, del pròpiament “cinema mut" clàssic que abraçaria des del final de la Primera Guerra Mundial fins A la seva pràctica desaparició aproximadament el 1930, periode en el que l'estil narratiu ja està plenament consolidat. Entremig dels dos hi ha un període de transició en el que els cineastes experimenten amb noves tècniques narratives i que suposa el naixement dels estudis cinematogràfics moderns. També es pot trobar el terme de cinema silenciós, calc de l'anglès «silent film», que és abans de tot una expressió tècnica de muntatge per descriure una pel·lícula a la qual no hi ha associada cap banda sonora.

## Principals característiques del cinema mut
- Les projeccions es feien amb música en directe: Tot i que les pel·lícules mancaven de so, el cinema no era estrictament mut, per a compensar eixa falta d'àudio les imatges s'acompanyaven de música, ja fos amb un únic músic tocant el piano, com passava als pobles o ciutats petites, mentre que en teatres més grans hi havia un òrgan que podia substituir diferents instruments alhora o fins i tot una petita orquestra.[4] Des de bon principi, des de les primeres projeccions dels Germans Lumière a París, la música va ser considerada un element essencial. En les primeres pel·lícules mudes era improvisada o es tractava de compilacions amb música de repertori clàssic o teatral. Una vegada que els llargmetratges es van fer habituals la música es va compondre expressament per a la pel·lícula. Una d'aquestes primeres partitures fou la que compongué Joseph Carl Breil per a la pel·lícula de D. W. Griffith “El naixement d'una nació" (1915). Tanmateix, les primeres partitures són del 1908, concretament les de Camille Saint-Saëns per a “L'Assassinat du duc de Guise”, i la de Mikhaïl Ippolítov-Ivànov per a “Stenka Razin”.

- La pel·lícula presentava intertítols: Com que les pel·lícules mudes no tenien cap so sincronitzat per al diàleg, inicialment en l'exhibició d'algunes pel·lícules hi havia un narrador que explicava al públic algunes escenes de la pel·lícula. A mesura que les pel·lícules augmentaren de durada va caldre introduir intertítols en pantalla que feien la mateixa funció. Els primers apareixen a la pel·lícula “Uncle Tom’s Cabin” (1903) d'Edwin S. Porter.[4] S'utilitzaven intertítols tan per narrar aspectes de l'argument com per representar els diàlegs clau de la pel·lícula i van ser fonamentals per tal d'expandir el potencial dels arguments i presentar els primers diàlegs.[4] Sovint eren elements gràfics en si mateixos, amb il·lustracions o decoracions abstractes amb vocació estètica. L'escriptor dels intertítol es va convertir en un professional clau del cinema mut i se’l citava en els crèdits de la mateixa manera que se citava al guionista.

- La manera d'actuar era molt més física: No podent comunicar emocions amb la parla, els actors i actrius s'havien de basar en el llenguatge corporal i les expressions facials per tal que el públic pogués obtenir detalls del seu caràcter, entendre el que estava passant o simplement permetien el director de donar èmfasi a una escena. Vistes amb ulls moderns, les primeres pel·lícules semblen representacions exagerades o simplistes. No obstant això, a mesura que la mida dels fotogrames eren més grans i el públic podia veure més detalls, cosa que permetia expressar més subtilment els matisos emocionals.[4]

- La velocitat de la projecció de la pel·lícula era diferent: Les primeres pel·lícules mudes eren filmades i projectades a velocitats variables, d'entre 12 i 26 fotogrames o imatges per segon, tot i que l'estàndard era de 16 imatges per segon. La velocitat era variable i a vegades es filmava a una velocitat lenta per tal que en projectar-ho a velocitat normal semblaria més ràpid i es destacarien les escenes còmiques o d'acció. Els projeccionistes solien rebre instruccions en fulls que indicaven en quins punts de la pel·lícula s'havia de projectar més ràpid o més lent. Els teatres també podrien sol·licitar que les pel·lícules es projectessin més ràpidament en determinades hores del dia, quan les entrades eren més barats de manera que les pel·lícules quedessin més curtes.[4] No va ser entre 1926 i 1930, quan les pel·lícules van esdevenir la principal forma d'entreteniment de masses i es va desenvolupar el cinema sonor, que la velocitat es va estandarditzar a 24 imatges per segon.

- Moltes pel·lícules no eren en blanc i negre sinó que eren tintades: Ja des dels inicis del cinema moltes pel·lícules presentaven color. Així, algunes de les primeres pel·lícules estrenades el 1895 ja eren pintades a mà fotograma a fotograma.[5] Tot i que el 1902 Meliés encara va pintar a mà “Le Voyage dans la Lune”, aquest procés esdevingué costós i difícil a mesura que les pel·lícules augmentaren de durada. Es van desenvolupar processos industrials que permetien pintar escenes senceres. Els mètodes més comuns per afegir color a la pel·lícula era un procés de tintat que podia actuar sobre les parts clares del film o un procés de canvi de tonalitat que tenyia els tons foscos de la pel·lícula. En algunes pel·lícules es combinaven tots dos processos per obtenir un bonic efecte bicolor.[6] L'ús de color en una escena li donava una determinada significació, blau podia representar la nit i ambre o sèpia el dia, per exemple.

## La història del cinema mut

### La invenció del cinematògraf

Cavall en moviment, per Eadweard Muybridge

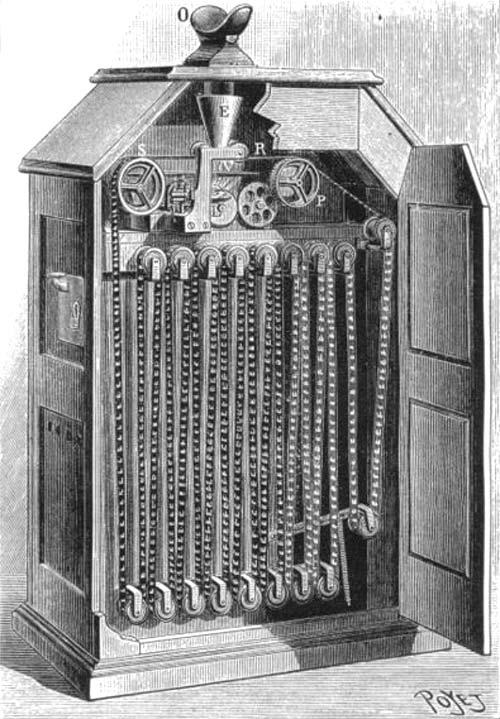
Interior del cinetoscopi d'Edison

Cap a mitjan segle xix s'inicien els intents per projectar imatges en moviment real. Fins aleshores en les projeccions de llanterna màgica s'incloïen imatges mòbils que reproduïen un moviment rudimentari gràcies a la mecanització de les plaques de vidre. Alguns investigadors s'interessen per la descomposició del moviment. S'inspiren en joguines que donen, per la successió de dibuixos mòbils, una il·lusió de moviment. És el cas del fenaquistoscopi de projecció d'Ucha-tius (1845-1853) o la “Wheel of life” de Ross (1871).
Des de 1863, els progressos de la fotografia permeten fer instantànies. Com a conseqüència d'una juguesca, el milionari nord-americà Leland Stanford encarregà  a Eadweard Muybridge que fotografiés el trot d'un cavall per demostrar si en el transcurs d'una cursa aquest tocava o no amb les quatre potes a terra. El 1878 Muybridge realitzà la primera seqüència fotogràfica d'un animal en moviment usant una bateria de dotze càmeres fotogràfiques disposades una al costat de l'altra. Neix la cronofotografia. A rel dels treballs de Muybridge el francès Étienne-Jules Marey inventa el “fusell fotogràfic” capaç de captar 12 imatges seguides cada cop que es prenia el disparador. Posteriorment, amb l'aparició de la primera màquina de fotografia automàtica amb pel·lícula sensible, la Kodak, Marey construí diferents màquines cronofotogràfiques variant el sistema d'arrossegament de la pel·lícula.
Mentrestant, a rel de visitar l'Exposició Universal de París el 1889, Thomas Alba Edison s'interessà pels experiments de Marey i Muybridge. En tornar als Estats Units amb l'ajut de William Kennedy Dickson van construir una nova màmera cronofotogràfica, el quinetògraf, que patentà el 1891 i explotà comercialment a Europa i als Estats Units. El sistema era semblant al de Marey però amb la diferència que la pel·lícula era de cel·luloide i presentava quatre perforacions a banda i banda de cada fotograma. Aquestes perforacions permetien l'arrossegament regular de la pel·lícula amb l'ajuda d'una roda dentada. Aquesta càmera però no tenia resolt un problema clau per a la projecció de pel·lícules: per produir la sensació de les imatges en moviment calia fer passar intermitentment la pel·lícula davant el focus de llum del projector a una velocitat superior a la de deu imatges per segon. Per a la visualització de les imatges gravades, Dickson i Edison inventaren el cinetoscopi. Aquest tenia un aspecte com el d'un armari el qual, en comptes de projectar pel·lícules, permetia a un únic espectador, després de insertar una moneda a la ranura, contemplar les imatges que apareixien en el seu interior a una velocitat d'unes 40 imatges per segon. Aquestes pel·lícules, la primera de les quals fou "Fred Ott's Sneeze", duraven menys d'un minut, eren senzilles: el bany d'una criatura, un gos amb un os,  un fragment d'un combat de boxa, etc. Per tal de poder subministrar noves pel·lícules, el 1893 Edison va fer construir a East Orange (Nova Jersey) el primer estudi cinematogràfic de la història del cinema, “The Black Maria” que es trobava assentat sobre un pivot per tal de permetre girar-lo i aprofitar al màxim la llum solar.
Entre 1890 i 1895 molts inventors i científics intentaren resoldre el problema de que la projecció de la pel·lícula que permetés a molta gent veure-la a la vegada. Alguns ho aconseguiren però amb resultats poc satisfactoris. Entre aquests es poden esmentar els de Louis Aimé A. Le Prince (1890), el cronofotògraf de Georges Démeny (1893-4), l'animatògraf de Robert William Paul (1895) o el bioscope d'Emil i Maximilian Skladanowsky (1895). L'èxit se l'endugueren el 1895 els Germans Lumière quan inventaren el primer aparell de projecció capaç d'assegurar de manera satisfactòria la presa de vista com la projecció, el cinematògraf, que farà d'ells, després d'Edison, els pares del cinema. Louis i Augustes Lumière eren fills del fotògraf Antoine Lumière que havia impulsat la indústria fotogràfica francesa fins esdevenir la segona empresa mundial, per darrere de l'Eastman Kodak. L'estiu de 1894, Antoine va comprar un cinetoscopi d'Edison amb vuit pel·lícules i en quedà impressionat. A partir d'aleshores Louis es va aplicar per tal d'obtenir una càmera que pogués enregistrar, projectar i copiar pel·lícules a la vegada. Va resoldre el problema d'ajustar i assegurar la detenció de la imatge davant de l'objectiu mitjançant una excèntrica i uns garfis que s'introduïen en els forats de la pel·lícula perforada el temps just per impressionar cada fotograma i reproduir-lo. L'aparell resultant, que permetia una freqüència de pas d'unes 16 imatges per segon, era molt superior a tots els seu competidors.

### Els començaments del cinema mut (1895-1905)

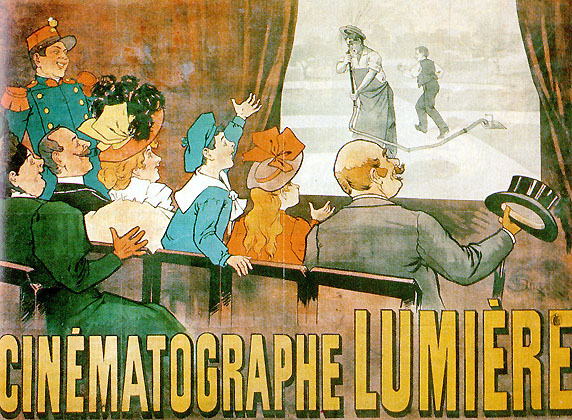
Cartell de propaganda d'una sessió del Cinématographe Lumière en el que s'observa com el públic gaudeix de la pel·lícula El regador regat (1895)

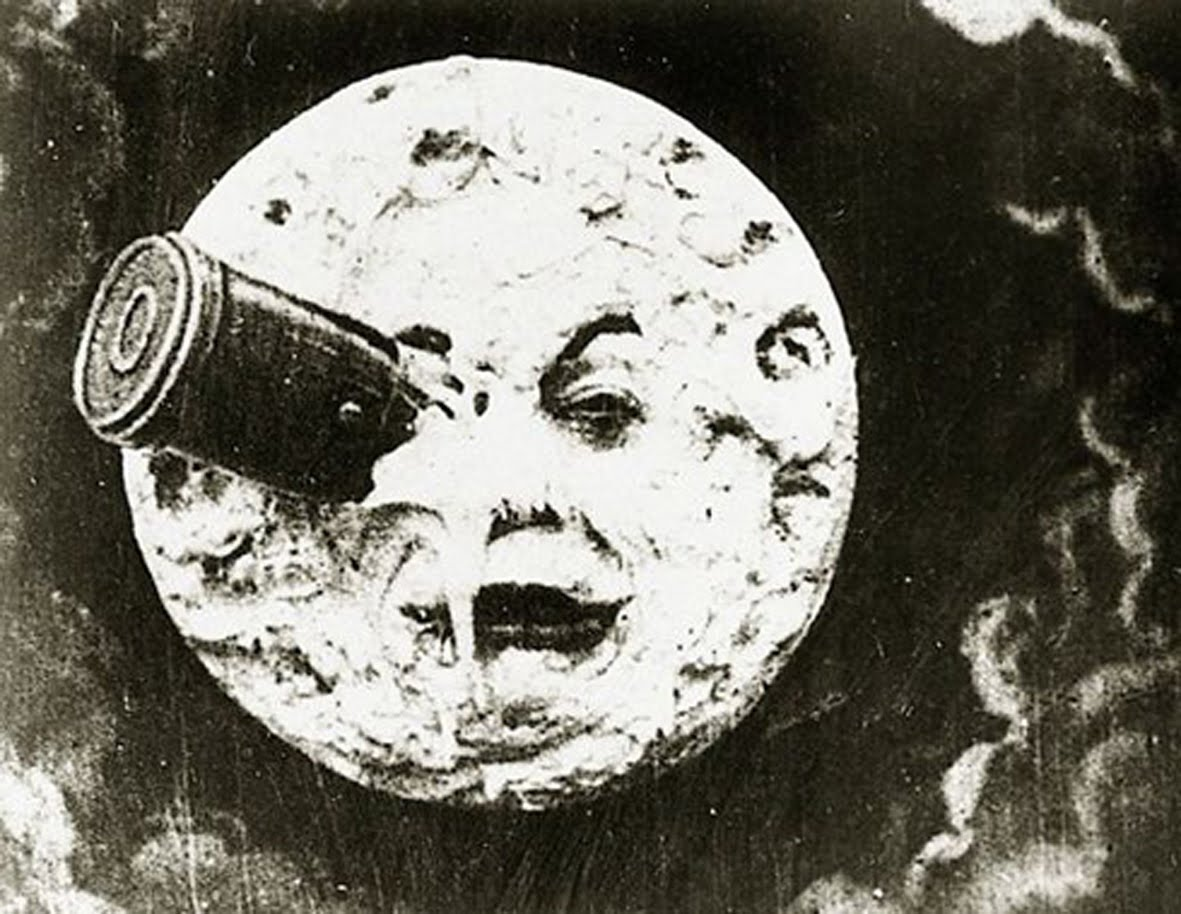
Escena de "Le Voyage dans la Lune" (1902)

El 28 de desembre de 1895, a París, al subsòl del Saló indi, s'efectuà la primera projecció pública del cinematògraf. El públic assistí a la projecció de deu pel·lícules molt curtes (17 metres de longitud), entre les quals "La sortida dels obrers de la fàbrica" (una de les primeres pel·lícules al món), i El Jardiner (més tard reanomenada "El regador regat"). Durant una desena d'anys, les projeccions dels Lumière són coronades d'èxit i imitades arreu al món. La casa Lumière aprofità la xarxa de distribuïdors dels seus productes fotogràfics per desenvolupar i difondre el nou invent. Aquests, a la vegada que difonien el producte, filmaven noves pel·lícules arreu del món per a l'empresa. Això, juntament amb la gran versatilitat de la màquina, contribuïren al seu gran èxit. El 25 de gener de 1896 inauguraven a Lió la primera sala de cinema del món. Després obriren sales a Londres, Brussel·les i tres sales a París. El 1897 les projeccions dels Lumière van entrar en crisi, potser per la saturació d'un mateix tipus argumental basat en documentals i per la dificultat de controlar una organització a nivell mundial. Els Lumière van deixar de fer projeccions per centrar-se en vendre els seus aparells i en produir noves pel·lícules.
Entre el públic de la primera sessió del Cinématographe Lumière hi havia un mag i propietari d'un teatre parisenc, Georges Méliès, que va intuir les possibilitats d'aquest nou enginy en el món de l'espectacle. Va fundar la societat Star-Films el 1896 i va començar a exhibir pel·lícules. Un dia, mentre rodava a la plaça de l'Opera de París, la màquina se li bloquejà uns instants; després d'enganxar un altre cop la pel·lícula continuà rodant. Més tard en observar el que havia filmat va poder comprovar com un tranvia de cop es transformava en un carruatge funerari; havia descobert el trucatge cinematogràfic. Les seves pel·lícules aprofitaven els trucs de màgia i il·lusionisme, i juntament amb alguns trucs cinematogràfics i efectes especials descoberts pel mateix Méliès, com l'stop motion, van crear tota una sèrie de pel·lícules fantàstiques i precursores de la ciència-ficció, com "Le Voyage dans la Lune" (1902), "Els viatges de Gulliver" (1902) o "Le Locataire diabolique" (1909). Gràcies a Mélies el cinema va descobrir la seva vessant fantàstica i espectacular.

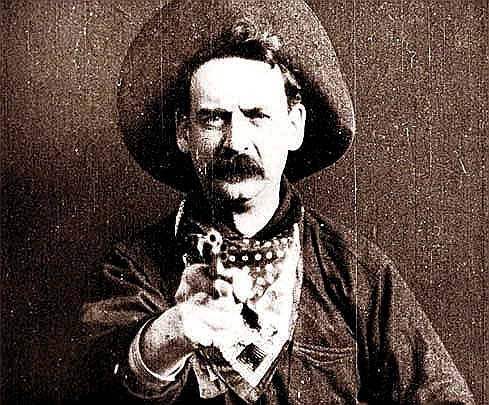
Fotograma de la darrera escena de The Great Train Robbery (1903).

A França, però, als Estats Units, a Anglaterra, a Alemanya, a Itàlia i a tot arreu, diverses persones ja s'havien posat a rodar milers de curtmetratges, projectant-los a la vora dels cafès o en barraques. La competència va ser més ràpida i millor organitzada a Europa que als Estats Units. A França, a part de la Star-Films de Mélies, aparegueren els germans Pathé i la companyia de Léon Gaumont que produeixen en sèrie petites pel·lícules còmiques, amb actors com Rigadin, Boireau i Léonce Perret. La secretària de Léon Gaumont, Alice Guy, començaria a dirigir als 24 anys i serie una de les pioneres amb "La Fée aux choux" (1896), primera d'una llarga llista de llargmetratges. La indústria cinematogràfica britànica també pateix un creixement vertiginós entre 1896 i 1906, degut sobretot als treballs de Robert W. Paul, Cecil Hepworth i els membres de l'escola de Brighton George Albert Smith, que amb "The Kiss in the Tunnel " (1899) rodà la primera pel·lícula en què es realitzà un muntatge d'escenes per donar continuïtat a l'argument i James Williamson.
Mentrestant, als Estats Units, Edison també va començar a tenir competència. El 12 d'octubre de 1896 William Kennedy i Laurie Dickson van abandonar els estudis Edison per fundar l'American Mutoscope Biograph Company, més endavant coneguda com la Biograph. Aquell mateix any, Siegmund Lubin fa fundar la Lubin Studios a Filadèlfia i James Stuart Blackton, Albert E. Smith i William T. "Pop" Rock es van associar per fundar la Vitagraph. Davant l'emergent competència, Edison, que volia monopolitzar el negoci, va aconseguir el monopoli de pel·lícula Kodak pels Estats Units i va denunciar a tots aquells que no utilitzaven les seves càmeres i projectors mentre que els que sí que les utilitzaven els exigia el pagament d'unes tarifes de llicència d'ús. Entre les que inicialment pagaven per l'ús de les patents hi havia la Biograph i la Vitagraph. Les companyies que llicenciaven la patent acabaren formant la Motion Picture Patents Company (MPPC), mentre que les que es negaren a pagar foren anomenades de manera general com “independents” i havien d'aconseguir pel·lícula important-la d'Europa. Edison contractà detectius privats que es presentaven durant els rodatges per verificar que els càmeres no filmessin amb pel·lícula Kodak per denunciar-los i va arribar a contractar una banda de gàngsters comandada per Tim McKoy que apallissaria productors independents, els seus empleats i fins i tot amenaçaria els espectadors que acudien a les sales de cinema dels independents. Entre els productors independents hi ha Carl Laemmle (futur fundador de la Universal), Adolph Zukor (pare de la Paramount), els germans Warner (la Warner Bros.), Marcus Loew (cofundador de la MGM) o William Fox (creador de la Fox).
El 1903 Edwin S. Porter, director principal de la companyia Edison, va avançar en la construcció del llenguatge primitiu i principi del muntatge amb pel·lícules com Life of an American Fireman o The Great Train Robbery. A Porter se li atribueix l'establiment del pla com a unitat bàsica de l'acció cinematogràfica. Amb el tall i les seves combinacions posteriors, les pel·lícules tindran ritme, seran més dinàmiques. Es creava una gramàtica basada en el muntatge de fragments i es descobria el “mentrestant” per al cinema. A ''The Great Train Robbery'' l'acció es trasllada a diversos indrets: el robatori  d'una estació, la seva persecució, la noia emmordassada, ... i a l'escena final hi observem un primer pla, per primera vegada, del cap dels bandits, que dispara a la càmera.

### L'expansió del cinema, aparició del setè art (1905-1918)

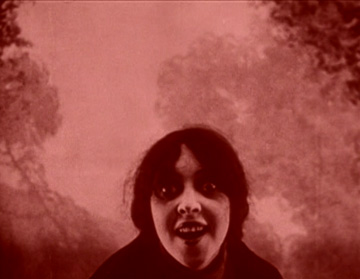
Fotograma amb Musidora en un episodi del serial cinematogràfic "Les Vampires" de Louis Feuillade

De 1905 a 1910, el cinema deixa de ser artesania improvisada i esdevé una indústria i un espectacle de masses. Durant aquests anys el cinema europeu està dominat per França i Itàlia. A la vegada, gràcies a les temptatives de persones com Georges Méliès, el cinema deixa de ser una activitat estrictament comercial per reivindicar-se com un art.

A França, els germans Pathé i Léon Gaumont constituïren les productores més importants. El director general de Pathé, Ferdinand Zecca, va perfeccionar la persecució còmica que inspiraria els Keystone Cops de Mack Sennett, mentre que l'immensament popular Max Linder va crear un personatge còmic ("Max et la belle négresse", 1910) que influiria profundament en l'obra de Charlie Chaplin. Els serials de pel·lícula van ser iniciats per Victorin Jasset amb la sèrie “Nick Carter, le roi des détectives ”, produïda per l'Éclair Company, però va ser Louis Feuillade de la Gaumont qui portaria el gènere a la perfecció estètica amb els serials “Fantômas” (1913-14), “Les Vampires” (1915-16) i “Judex” (1916). Pathé i Gaumont estableixen societats filials de distribució i de producció a l'estranger (sobretot a Rússia on Gaumont obre una filial el 1904 per competir amb Pathé, que ja hi era present). Amb l'estrena de “L'Assassinat du duc de Guise” (1908) de Charles Le Bargy i André Calmettes, s'inicia a França el moviment del “film d'art”. Aquest es va formar per transferir a la pantalla obres teatrals de prestigi protagonitzades per intèrprets famosos. L'èxit de la pel·lícula va inspirar altres empreses a fer pel·lícules similars, que es van conèixer amb el nom de “films d'art”. Aquestes pel·lícules van ser importants per a l'aparició posterior dels llargmetratges.

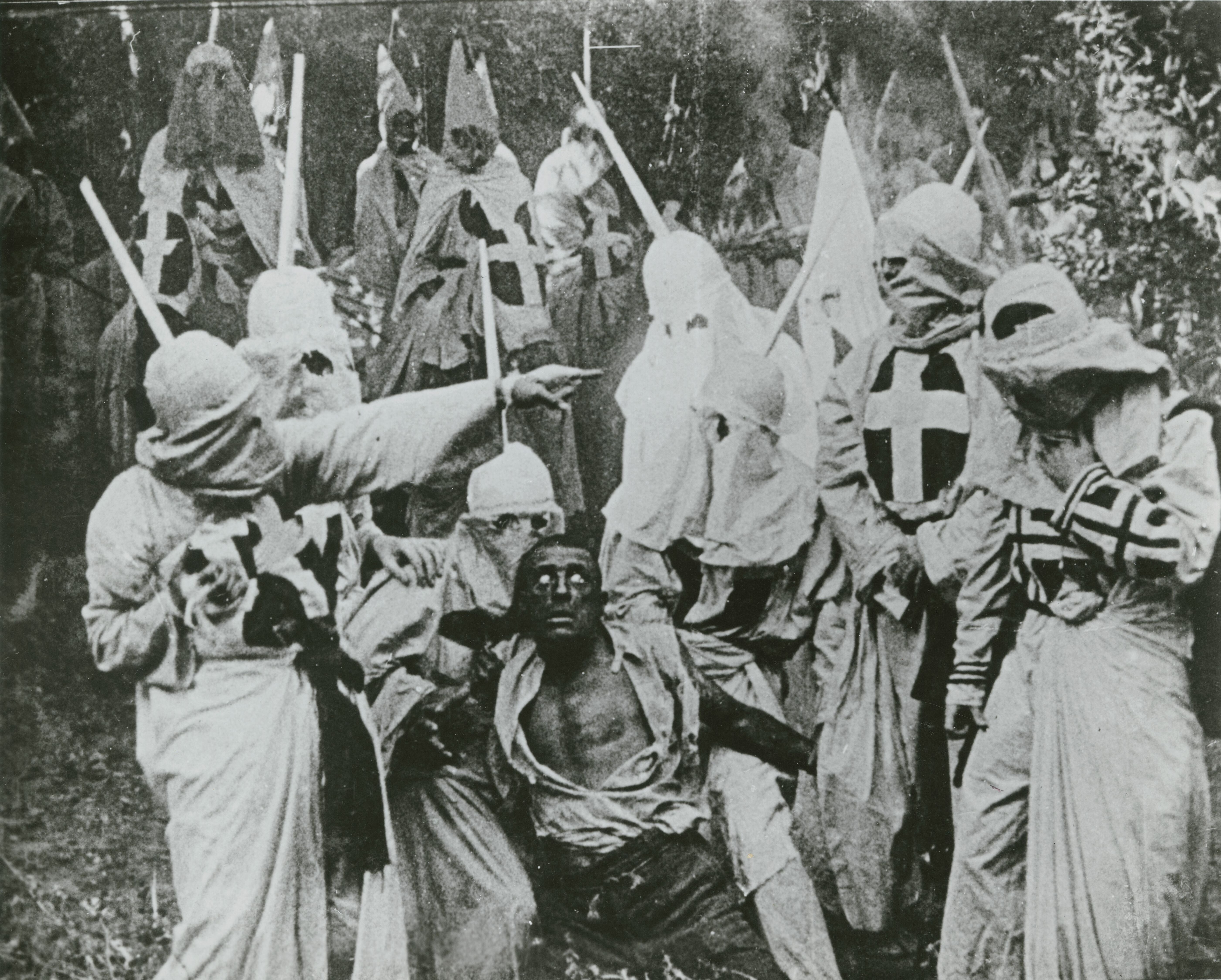
Escena de "El naixement d'una nació" (1915) de D. W. Griffith

No obstant això, cap país no va ser més responsable de la popularitat dels llargmetratges com Itàlia on es filmaren grans espectacles de gènere èpic o històric que obtingueren ressò internacional abans del 1914. Els italians s'inspiren en la seva tradició per posar en escena a dives com Lyda Borelli o Francesca Bertini i produir pel·lícules com “Gli ultimi giorni di Pompei”, en les versions de Luigi Maggi (1908) i Ernesto Pasquali (1913), “Quo Vadis” (1913) i “Cabiria”  (1914). En aquestes pel·lícules, d'un metratge entre 9 i 12 bobines (més de dues hores), es mostraven grans recreacions de la Roma imperial en les que  participaven milers d'extres. El súper-espectacle italià va estimular que el públic volgués veure llargmetratges i va influir en directors tan importants com Cecil B. DeMille, Ernst Lubitsch i especialment D.W. Griffith.

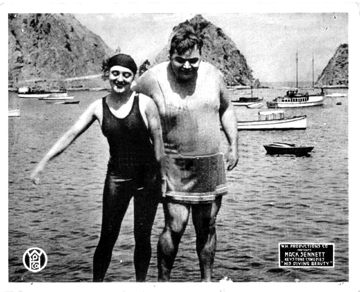
Mabel Normand i Roscoe Arbuckle en un fotograma de la pel·lícula "The Sea Nymphs" (1914) de la Keystone.

Als Estats Units, les productores independents, liderades per la IMP de Carl Laemmle, acaben instal·lant-se a Califòrnia per escapar als representants de la MPPC. Aquí naixeran les principals "majors" i gràcies a la Primera Guerra Mundial (1914-1918) la indústria de Hollywood es desenvoluparà molt de pressa en detriment del cinema europeu. Els estudis contracten els actors per setmanes i durant alguns anys no es fa cap publicitat dels seus noms. De fet, en aquella època molts dels actors amagaven que actuaven en pel·lícules, ja que era molt mal vist que els actors teatrals actuessin en els cinema, es considerava quelcom anàleg a la prostitució. No és fins al 1909 que es publiciten les primeres estrelles del cinema: Florence Lawrence, Florence Turner i Maurice Costello.

El 1908 D. W. Griffith debuta a la Biograph amb "The Adventures of Dollie". Amb Griffith, el cinema abandona la reiteració constant en el llenguatge lineal i descobreix el muntatge alternant, és a dir, dues accions ocorren de forma simultània i finalment convergeixen. Griffith seleccionarà allò que específicament vol mostrar a l'espectador i abandonarà l'enquadrament únic prioritzant els primers plans pel seu poder expressiu i la seva càrrega psicològica, usarà els moviments de càmera com la panoràmica o el tràveling, i intentarà servir-se de la profunditat de camp. A partir d'aleshores ja podem parlar d'un llenguatge cinematogràfic propi. També rebutjarà la interpretació de l'època, normalment exagerada, insistint en un estil més subtil i convincent que faci emocionar i identificar el públic amb els actors que poden observar en primer pla. Això fa que el públic quedi embadalit davant actrius com Mary Pickford, Blanche Sweet o Lillian Gish i ajuda a la creació de l'star system. Griffith crearà dues de les obres més influents del cinema mut: “El naixement d'una nació” (1915), que marca l'inici dels llargmetratges als Estats Units, i “Intolerance” (1916). De la Biograph també surt Mack Sennett, el creador de la comèdia de clatellades i el descobridor de moltes icones de la comèdia muda nord-americana com Mabel Normand, Roscoe Arbuckle, Chester Conklin, Minta Durfee i Charles Chaplin. Aquest debuta el 1914 a la Keystone de Sennett amb “Making a Living”, vestit amb barret de copa i un redingot; encara tardarà algunes pel·lícules fins que a “The Tramp” (1915) finalment quedi definitivament definit el seu personatge de Charlot. L'altre gran còmic nord-americà dels primers anys de 1910 és John Bunny, que treballa per a la Vitagraph. El cinema còmic nord-americà va tenir l'encert de crear un "patró" o model bàsic que va tenir una gran difusió: un ritme molt viu, un humor de l'absurd basat en l'ús inadequat d'aparells i determinats gags que es repetien, com el llançament de pastissos o les persecucions. Com que en aquest moment és un cinema produït en curtmetratges, és de baix cost i es ven fàcilment en tots els països.

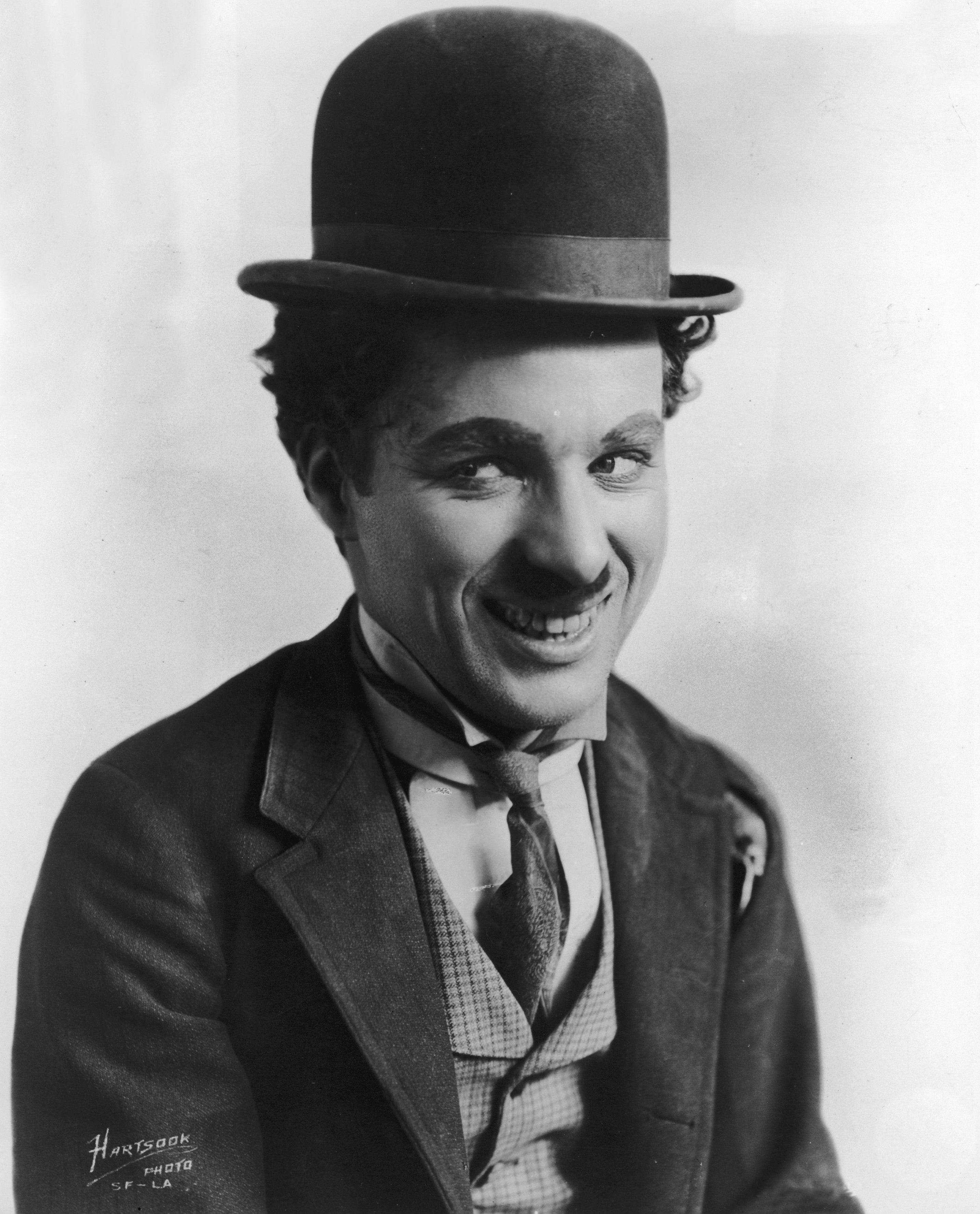
Charlie Chaplin

El cinema mut escandinau, sobretot el danès en aquest període entre 1910 i 1920, també va contribuir de manera destacada a l'enriquiment del llenguatge cinematogràfic. Les seves característiques fonamentals i que després han pervingut són la seva temàtica existencial, la presència de tradicions i llegendes, el protagonisme de la natura i el gran realisme fotogràfic. El cinema a Dinamarca s'iniciarà amb la fundació de la casa Nordisk Film Kompanier el 1906. D'allà sortiran directors com Urban Gad, i més tard August Blom o Benjamin Christensen que influirien en la creació posterior de l'expressionisme alemany. Entre les grans estrelles de la Nordisk destaca Asta Nielsen.
A Rússia, un dels cineastes més importants d'abans de la revolució d'octubre és Evgueny Bauer. Les seves millors realitzacions són melodrames mòrbids filmats en decoracions maniàtiques refinades. Utilitzava ja plans-seqüències relativament llargs i desplaçaments de càmera virtuosos. Cal també destacar Paul Timan, Piotr Tchardynine o inclús Vassili Gontcharov que treu el primer llargmetratge el 1911. Finalment, a Espanya el cineasta més internacional és Segundo de Chomón, tècnic fotogràfic, inventor d'efectes especials cinematogràfics, càmera, pintor, productor i director de cinema va ser un dels pioners més destacats dels primers anys del setè art i un autèntic innovador del cinema. Entre 1902 i 1905 va filmar a Catalunya pel·lícules que exploraven a fons el cinema i incorporaven coloració o els trucatges més sorprenents, com a El hotel eléctrico (1905), on els objectes cobraven vida pròpia.

### L'edat d'or del cinema mut
A partir de mitjans de la dècada de 1910 els Estats Units passen a ocupar una posició preponderant en la indústria cinematogràfica, per una banda ajudat per la Primera Guerra Mundial que afecta a Europa i per altra banda perquè amb la finalització de la guerra de les patents, les productores independents establertes a Los Angeles agafem molta embranzida i es beneficien de l'arribada de molts talents del vell continent. Hollywood es converteix aviat en el centre del cinema mundial: es produeix un gran augment del pressupost de les pel·lícules, igual que els contractes de personal i els metratges i la complexitat de les produccions també augmenta. Això permet el ple desenvolupament del culte a les estrelles, l'anomenat “star System” que genera una gran propaganda per al cinema americà. El cinema americà d'aquest període arrasa en els mercats internacionals: en acabar la guerra, el noranta per cent de cinema que es veia a Europa era fet als Estats Units. Hollywood atreu els actors i directors europeus més importants, com Stroheim i Sternberg d'Àustria, Lubitsch d'Alemanya, o Mauritz Stiller i Greta Garbo de Suècia, o el mateix Chaplin, d'Anglaterra. Els grans directors americans són D. W. Griffith ("Way Down East" (1920) o "Orphans of the Storm" (1921)), Cecil B. DeMille (The Ten Commandments (1923)), i King Vidor, que realitzarà dues de les pel·lícules més recordades del cinema mut: "La gran desfilada" el 1925 i "The Crowd" el 1928.
És l'època dels grans tres grans actors del cinema còmic: Charles Chaplin, Buster Keaton i Harold Lloyd. Chaplin roda grans pel·lícules com “A Dog's Life” (1918), “Shoulder Arms” (1918), “The Kid” (1921) “The Pilgrim” (1923) o “La quimera de l'or” (1925). Keaton fa “El maquinista de la General” (1926) i “The Cameraman” (1928) i de Lloyd es pot destacar sobretot “Grandma's Boy” (1922) i “Safety Last!” (1923). El western assoleix la seva estructura definitiva amb directors com William S. Hart, Frank Borzage o Fred Niblo i obres com “The Iron Horse” (1924) i “3 Bad Men” (1926) de John Ford o "The Covered Wagon" (1923) de James Cruze. En el cinema d'aventures sobresurt Douglas Fairbanks amb títols com “The Three Musketeers” (1921) o “El lladre de Bagdad” (1924) i els galants de l'època són John Barrymore, Rodolfo Valentino amb pel·lícules com “The Sheik” (1921) o “Sang i arena” (1922), i John Gilbert.
A Alemanya, el corrent expressionista llançat per "El gabinet del Dr. Caligari", de Robert Wiene (1920) o per "De l'alba a mitjanit", de Karlheinz Martin (1920), tindrà una gran influència a l'estranger, però s'oposa a les tendències realistes de la producció nacional. Fritz Lang roda "El Doctor Mabuse" (1922).
A França, Abel Gance marca un gir amb el seu "Napoléon" i les pel·lícules s'intel·lectualitzen, influenciats per Louis Delluc, privilegiant en la seva estètica la plàstica de la imatge i el ritme, i aprofundint la psicologia dels personatges, sobretot a Germaine Dulac i Jean Epstein ("L'Auberge rouge", 1923). Aquest corrent serà anomenat impressionista, per oposar-lo a l'expressionisme alemany. També "Kœnigsmark" dirigida per Léonce Perret el 1923 serà una pel·lícula que marcarà aquesta època.
A l'URSS, els directors, majoritàriament favorables a la ideologia dels bolxevics, desitgen promoure un cinema revolucionari, que, a través de les seves recerques sobre el muntatge, col·loqui l'individu com a element motor d'una gran història col·lectiva, com ara "El cuirassat Potemkin", de Sergei Eisenstein (1925). Aquesta «revolució» del muntatge és precursor de la «revolució» surrealista que arribarà a Europa amb pel·lícules com Un chien andalou de Luis Buñuel (1928) o Zero en conducta de Jean Vigo, (1932). Els surrealistes volen abolir els límits de la narració.

### El cinema mut a Catalunya
Es considera que la primera projecció cinematogràfica a Catalunya es realitzà amb un Cinematògraf Lumière el 10 de desembre de 1896 a la casa fotogràfica Napoleon d'Antonio i Emilio Fernández de la Rambla de Barcelona. Tot i això, el 2 de maig de l'any anterior ja s'havia presentat el Kinetoscopi d'Edison, en una barraca anomenada "Salonet Edison" a la plaça Catalunya. Al voltant d'aquestes dates, altres invents relacionats amb el que seria el cinema van ser presentats, com ara ll'animatògraf de Robert William Paul o el Metensmograf.
Fructuós Gelabert, cineasta i inventor, va fabricar la serva pròpia màquina per filmar i reproduir imatges i va fer les primeres filmacions a Catalunya. Gelabert és considerat com el fundador de la cinematografia catalana i espanyola. Després de fer alguns documentals, Gelabert filma el 1987 la primera pel·lícula argumental de ficció espanyola, "Baralla en un cafè". Més tard va fundar la productora Films Barcelona, adaptant obres teatrals com Terra Baixa (1907) i Maria Rosa (1908). Albert Marro i Fornelio i Ricardo de Baños són uns altres pioners catalans que van fundar Hispano Films i amb la qual van fer adaptacions de la literatura, com "Don Juan Tenorio" (1908), "Don Joan de Serrallonga" (1910), "Justicia del rey Felipe II" (1910) o "Don Pedro el Cruel" (1912), i també actualitats, seguint així les experiències italianes del cinema artístic. A partir del 1908, el que al principi havia estat un simple entreteniment es comença a convertir en un espectacle popular d'èxit entre tots els públics.. Intervenen els poders fàctics, atemorits per les seves repercussions, i apareix la censura a diferents nivells. Els cineastes donen a la gent el que li agrada i que normalment procedeix del teatre i la literatura, melodrames, comèdies i sarsueles. Fructuós Gelabert enlluerna amb títols com "Corazón de madre" (1908) i "Amor que mata" (1908). El 1914 Barcelona era el centre de la indústria cinematogràfica estatal, tant en producció com en distribució, i una de les ciutats del món amb més sales d'exhibició, 140, només darrere de Nova York i París. Amb el cop d'Estat del general Primo de Rivera, el cinema es desplaçà a Madrid i València i a Catalunya va caure en la dispersió i la manca de recursos. Adrià Gual, crea el 1914 la casa Barcinógrafo amb la qual produeix adaptacions de clàssics com "El alcalde de Zalamea" o "La gitanilla" (ambdues del 1914). La Primera Guerra Mundial va col·lapsar la indústria cinematogràfica europea perquè va interrompre la importació i exportació de pel·lícules, i després el cinema català –i també l'espanyol– copia les tendències que funcionen arreu del món. Cintes còmiques, serials, melodrames, històriques… fins i tot pornogràfiques, pel rei Alfons XIII, tractant en tot cas de guanyar diners oferint el mateix que fa guanyar diners a les pel·lícules estrangeres. Amb Mirador, un setmanari de literatura, art i política, Guillermo Díaz-Plaja i Josep Palau funden van crear el primer cine club de l'Estat Espanyol amb el mateix nom. Santiago Rusiñol en presideix un altre. El mateix 1928 va aparèixer també el Manifest avantguardista sobre el cine, del grup L'amic de les arts, en el qual hi havia Salvador Dalí i Sebastià Gasch. L'estat fins a la Segona república només havia legislat en seguretat de locals i per establir la censura; l'arribada de la República només suposa l'establiment d'un 7,5% d'impost de cinematografia, no mostrant realment cap més interès pel cinema.
A l'esplendor dels primers anys, quan Barcelona és la capital del cinema espanyol, li segueix un trasbals amb l'arribada del so, i els seus costos d'implantació, seguit de la Segona República i el franquisme, uns fets que suposaran una davallada cada cop més pronunciada de les possibilitats de la indústria del cinema a Catalunya i, sobretot, en català. El sonor -i els primers estudis de rodatge- va començar a Barcelona: El gener de 1929 es va estrenar el film d'Amich " Les caramelles", sonoritzada amb el sistema Parlophon, com The Jazz Singer, mitjançant discs sincronitzats. Però no content el director amb aquest procediment i els seus resultats, grava la cançó El noi de la mare, cantada per Raquel Meller, ara amb el sistema americà Western Electric, amb què són equipats alguns cinemes de Barcelona, on s'estrena la cinta de Meller. A finals del mateix any, s'estrenen els migmetratges "La España de hoy" i "Cataluña", sonoritzades amb el sistema Filmófono, adaptació del Tobis-Klangfilm alemany.

### L'arribada de la veu
En el diàlegs, els texts dels actors eren escrits sobre «cartrons», que apareixien la majoria del temps sobre tota la imatge, durant o després d'haver-los vist parlar. Tanmateix, molt aviat, es van fer proves de sonorització. En principi per la gravació del so sobre un suport separat, rotlles de cera, disc, o segona pel·lícula impressionada per un procediment fotoelèctric. Però cada vegada, la dificultat més gran era la sincronització amb la imatge i l'amplificació encara a les beceroles. El procediment que va posar fi a aquests tempteigs va ser la gravació òptica del so directament sobre la mateixa pel·lícula.
Fins i tot alguns directors com Léonce Perret a França ja havien tingut la idea d'acompanyar una pel·lícula amb música, però va ser la firma dels germans Warner que llançarà la primera pel·lícula parlant, amb "Don Juan" (1926) on s'ha afegit simplement una música a la imatge, després amb "The Jazz Singer" (1927). Tot i que la història del cinema estableix aquesta pel·lícula com la primera parlada, alguns curts Vitaphone eren ja parlats; pel que fa a "The Jazz Singer", a part dels passatges musicals, només és parlada en algunes petites rèpliques d'Al Jolson cap a final de la pel·lícula.
Aquestes dues pel·lícules d'Alan Crosland refereixen èxit i benefici, assegurant la supremacia del cinema estatunidenc, i devaluen radicalment les pel·lícules mudes fins llavors admirades. L'arribada del so serà, desgraciadament, fatal pels actors muts, a excepció d'alguns com a Chaplin, Laurel i Hardy i els Germans Marx.
En el món dels actors es va produir un pànic davant el temor de no poder superar les "proves de veu". Algunes de les figures més representatives de l'època muda es van quedar en el camí. Es pot esmentar a John GIlbert, Pola Negri, Louise Brooks, Mary Pickford, Clara Bow, Nita Naldi, Mae Murray o Norma Talmadge o Lou Tellegen i John Browers (aquests dos es van suïcidar; el primer clavant-se unes tisores al cor i el segon ofegat a la platja). Com passa amb tota nova invenció, el cinema sonor anava a tenir defensors i detractors. Entre aquests últims, destaca Chaplin. La revolució del cinema sonor deixa Charlie Chaplin perplex, no perquè s'havia convertit en una icona del cinema mut, aquesta consideració no té sentit encara, sinó perquè els fonaments del joc humorístic del seu personatge de vagabund Charlot provenen de gags visuals seguits de situacions poètiques. El so és introduït en forma d'efectes a "City Lights" (1931); el 1936 a "Modern Times", una escena de ball improvisada en un show molt sorprenent fet aparèixer paraules inintel·ligibles pronunciades sobre la música, com si el seu personatge aprengués a parlar; finalment, a més d'una colpidora semblança física, el discurs vibrant de "The Great Dictator" al final de la pel·lícula, estrenada el 1940, immortalitza la veu de l'actor en una crida vibrant al pacifisme i a la reconciliació dels pobles, esperança punyent llançada a la cara de la realitat d'aquest decenni.

### El cinema mut després de la invenció del so
Diversos cineastes han retut homenatge a les comèdies de l'era muda, entre ells es poden destacar Orson Welles amb “Too Much Johnson” (1938), Jacques Tati amb ”Les vacances del Sr. Hulot” (1953), i Mel Brooks amb "L'última Bogeria" (1976), un llargmetratge en color, però gairebé completament mut, l'única rèplica «audible» és un «no» pronunciat pel mim Marcel Marceau, que no apareix a la pel·lícula més que per a aquesta rèplica. També es poden destacar la pel·lícula del director taiwanès Hou Hsiao Hsien “Three Times” (2005) que en el seu primer terç és muda amb intertítols i "Blancaneu" (2012) de Pablo Berger.

## Patrimoni de cinema mut perdut i conservació

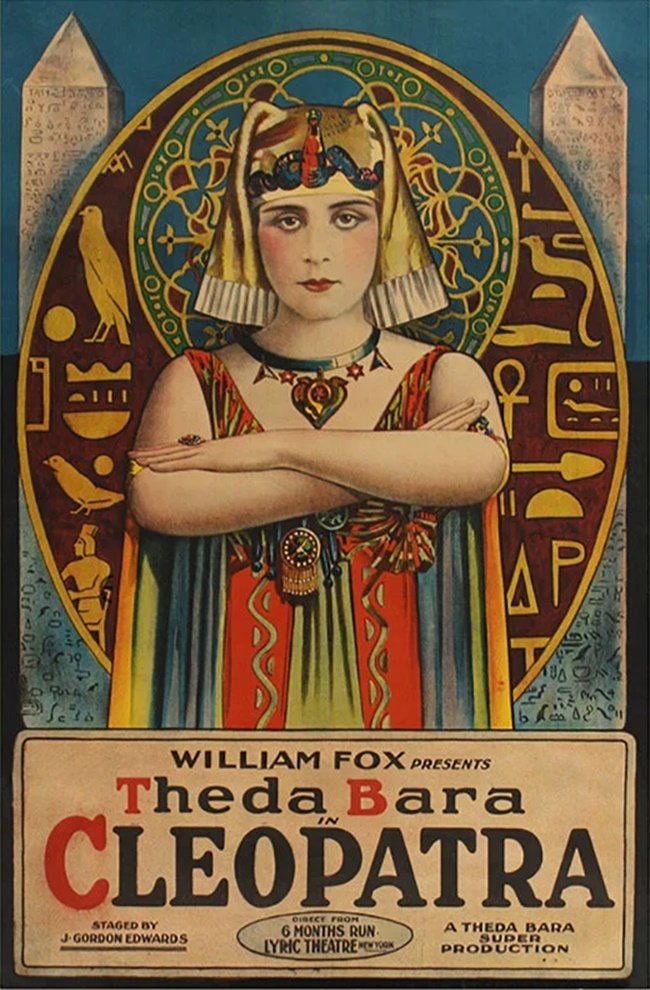
"Cleopatra" (1917)

La gran majoria de les pel·lícules mudes produïdes a finals del segle xix i principis del XX es consideren perdudes. Entre les pel·lícules mudes presumptament perdudes es poden esmentar “Saved from the Titanic” (1912), “Cleopatra” (1917), “Kiss Me Again”, “London After Midnight”, “The Mountain Eagle” (1927), “Hollywood” (1923) “The Patriot” (1928) o la versió original del director no retallada de “Greed” (1924).
La principal causa de pèrdua de pel·lícules mudes va ser la destrucció intencionada. Abans de l'arribada de la televisió i el vídeo es considerava que les pel·lícules tenien poc valor un cop havia acabat la seva temporada d'exposició als cinemes. En el cas de les pel·lícules mudes, a més, aquestes van ser percebudes com a sense valor després de l'arribada del sonor. De vegades, la destrucció va ser deliberada. El 1921, l'actor Roscoe Arbuckle va ser acusat de la violació i assassinat de l'actriu Virginia Rappe. Tot i que després d'una sèrie de judicis va ser finalment absolt, el seu nom s'havia tornat tan tòxic que els estudis van destruir sistemàticament moltes de les pel·lícules en què tenia un paper protagonista. Pel que fa als llargmetratges muts nord-americans s'ha calculat que només un 14% dels rodats entre 1912 i 1929 es conserven en el seu format original, un 5% addicional es conserven incomplerts i aproximadament un altre 11% només existeixen com a versions estrangeres en formats de pitjor qualitat. Apart de les pel·lícules perdudes accidentalment, moltes van ser destruïdes expressament pels mateixos estudis de cinema per tal d'alliberar espai als seus arxius, ja que consideraven que la seva rellevància cultural o el seu valor econòmic no justificava l'espai que ocupaven. A més, a causa de la naturalesa fràgil del nitrat de cel·lulosa que s'utilitzava per rodar i distribuir aquestes pel·lícules, moltes d'elles s'han deteriorat irremeiablement o s'han perdut en accidents, inclosos els incendis (perquè el nitrat de cel·lulosa és molt inflamable i pot cremar espontàniament si s'emmagatzema incorrectament). Alguns exemples d'aquests incidents inclouen l'incendi de la volta MGM el 1965 i el de la volta de la Fox el 1937 que van provocar pèrdues catastròfiques de pel·lícules.
Tot i que la majoria de les pel·lícules mudes perdudes no es recuperaran mai, algunes han estat descobertes en arxius cinematogràfics o col·leccions privades. És el cas per exemple de "Beyond the Rocks" (1922) amb Rodolfo Valentino i Gloria Swanson que es va considerar perduda durant molt de temps però l'any 2003 se'n va trobar una còpia en nitrat als Països Baixos. Per altra banda, la degradació de les que persisteixen es pot alentir mitjançant un arxiu adequat i les pel·lícules es poden transferir a fons on la pel·lícula es guarda amb seguretat o a suports digitals per a la seva conservació. La preservació del cinema mut ha estat una prioritat per a historiadors i arxivers. A Catalunya, la Filmoteca de Catalunya té encomanada aquesta funció.

## Arquetips i principals actors i actrius de cinema mut

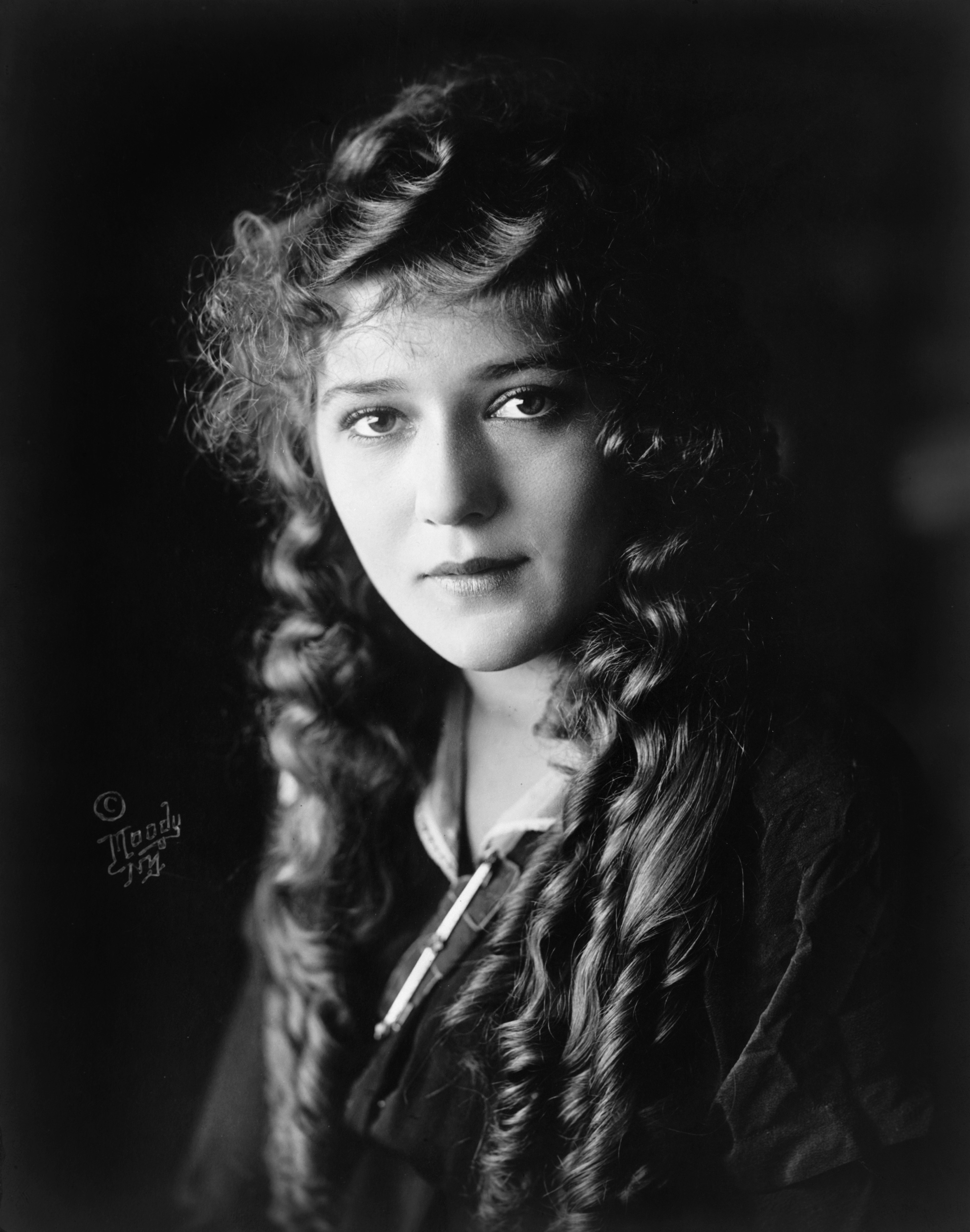
Mary Pickford

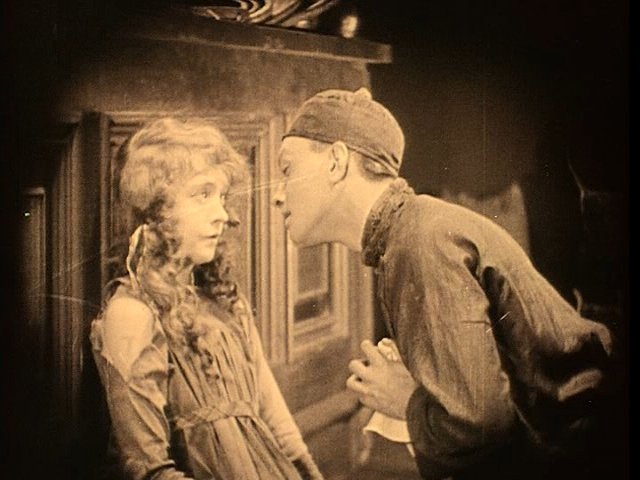
Lillian Gish i Richard Barthelmess a "Broken Blossoms" (1919)

Actors i actrius normalment s'especialitzaven en la interpretació d’un determinat tipus de rol o arquetip que van anar evolucionant i esdevenint més o menys populars amb el temps. Dins aquests arquetips es poden destacar:
- Les ingènues: La ingènua era una noia o dona jove entranyablement innocent que sovint era rescatada del perill per un noi del que sovint acabava enamorada al final de la història. La ingènua servia per encarnar arquetips femenins que eren menys domèstics i sortien dels rols femenins tradicionals. Entre les grans actrius que es poden enmarcar en aquesta categoria destaquen Mary Pickford, Lillian Gish, Mildred Davis, Blanche Sweet, Mae Marsh o Janet Gaynor.[39][40]
- Les heroïnes: En contrast directe amb les anteriors, una heroïna era una dona que s'enfrontava al perill amb resiliència i determinació i serien les protagonistes de diversos serials. Eren dones joves i independents que es movien pel nou paisatge industrial i urbà. L’actriu més popular dins aquest rol seria Pearl White que protagonitzaria el serial “The Perils of Pauline” (1914). Altres actrius que interpretarien heroïnes serien Mary Fuller, que protagonitzaria “What Happened To Mary” (1912), Helen Holmes i Helen Gibson que protagonitzarien el serial “The Hazards of Helen”, Suzanne Grandais i Ruth Roland.[41] També destacarien Florence Lawrence o Edith Storey.
- Les flapper: La popularitat de les ingènues es va esvair a mitjans dels anys 20 amb l’aparició d’aquest nou tipus de dona que les eclipsà. La flapper era l'antítesi de l'ideal victorià de dona recatada i lligada a la llar. Era una dona moderna, jove i urbana que tenia una carrera professional, socialitzava en públic, duia cabells curts i vestits que dissimulaven les seves corbes. Les actrius que millor encarnarien aquest rol foren Clara Bow, que protagonitzaria “It” (1927) i Colleen Moore, que protagonitzaria “Flaming Youth” (1923). Altres actrius dins aquesta categoria serien Louise Brooks, Josephine Baker o Joan Crawford.
- Les Vamp: aquestes portaren a la pantalla la imatge d'una dona sexualment agressiva. Exòtiques i amants del luxe, personificaven els excessos dels anys vint. Amb la seva roba suggerent i l'atractiu sexual enganyaven els homes i els utilitzaven fins destruir les seves vides. Theda Bara va ser-ne l’arquetip. Altres femme fatalle foren Nita Naldi, Gloria Swanson, Anna May Wong, Pola Negri, Francesca Bertini, Helen Gardner, Barbara La Marr o Musidora.[42]
- Les actrius dramàtiques: Es tractava de dones que encarnaven papers dramàtics en els que sovint es sacrificaven pels altres. Entre aquestes es poden esmentar Clara Kimball Young, Norma Talmadge o June Elvidge.
- Els i les comediants: El cinema còmic va gaudir d’un gran desenvolupament durant l’època del cinema mut i va veure sorgir els principals còmics cinematogràfics de la història del cinema. La indubtable estrella mundial del cinema còmic fou Charles Chaplin però dos altres còmics pogueren competir amb ell: l’impàvid Buster Keaton i Harold Lloyd. Altres grans còmics nascuts en el cinema mut foren Harry Langdon, els inseparables Laurel i Hardy, Roscoe Arbuckle, Ben Turpin, Chester Conklin, Ford Sterling o Max Linder. Com a actrius còmiques s'ha de destacar Mabel Normand, Louise Fazenda, Flora Finch, Minta Durfee, Dorothy Gish, Constance Talmadge i Marion Davies.
- Gran amants: Durant el cinema mut es filmaren històries de gran passió i alguns actors i actrius esdevingueren ídols de la pantalla. Entre els galants destaquen sobretot Rodolfo Valentino, John Barrymore i John Gilbert però també cal esmentar Maurice Costello, com un dels primers galants, o Wallace Reid. Entre les actrius destaquen Greta Garbo, Dolores Costello o Geraldine Farrar.
- Els herois i aventurers: El cinema d’aventures o de capa i espasa va tenir el seu principal heroi amb Douglas Fairbanks, protagonista entre altres de "The Mark of Zorro" (1920), "Els tres mosqueters" (1921), "Robin Hood" (1922) o "El lladre de Bagdad" (1924). També es poden destacar Ramon Novarro, Ricardo Cortez, Ronald Colman o Rod La Rocque.[43]
- A l’oest americà: Durant el cinema mut es constituïrien el standards que definirien el western. Els actors principals d’aquest gènere foren Broncho Billy Anderson, Tom Mix i William S. Hart.
- Altres grans actors i actrius: Alguns actors destacaren per la seva força interpretativa i la seva versatilitat, com Conrad Veidt, Lon Chaney, Victor Sjöström, Florence Turner, Florence Vidor, Emil Jannings, Al·la Nazímova o Lionel Barrymore.

## Comentarista

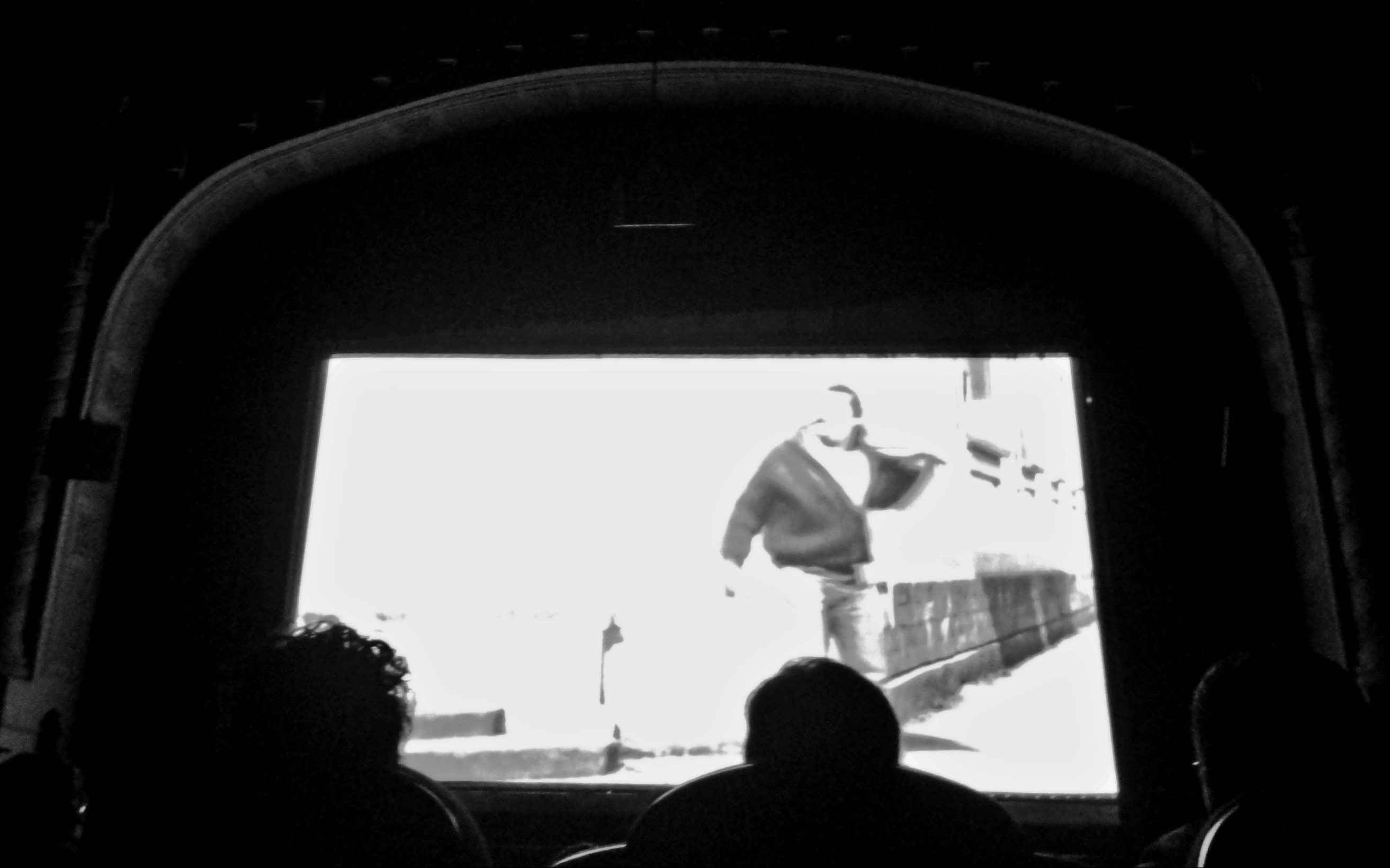
Origen del cinema i els comentaristes

Els comentaristes, explicadors o intèrprets eren aquells que explicaven les escenes de les pel·lícules mudes per tal que l’auditori entengués millor allò que veia. Juntament amb la música en directe, tenia la funció d’instaurar ordre a la sala. A més, s'encarregaven d’afegir alguna mena d’afecte sonor mitjançant objectes quotidians. Va arribar a ser una figura tan emblemàtica que es feien concursos per triar els millors.
Els orígens dels comentaristes cinematogràfics s'acostumen a situar al teatre japonès Benshi i les formes teatrals autòctones del Kabuki. A principis del segle xx, els benshi (també anomenats katsuben) es posaven d’acord amb els operadors de càmera per tal que acceleressin o aturessin les imatges pel seu objectiu explicatiu. Pel que fa al cinema espanyol, les primeres manifestacions dels intèrprets es relacionen amb les primeres exposicions dels romanços de cec, un tipus d’actuació existent des dels inicis de la impremta fins a finals del segle xix. Aquesta, reproduïa l'esquema d’un narrador oral i la representació iconogràfica de la història que explicava. En termes globals, l'explicador començà a aparèixer als cinemes, aproximadament, l’any 1897, amb la creació dels primers films primitius.
Es distingeixen fins a 6 tipus de comentaristes: el propietari del local, que pretenia brindar una experiència cinematogràfica més entenedora i, d’aquesta manera, promocionar el seu cinema; els actors amateurs que, amagats darrere la pantalla, intentaven doblar els actors amb l’ajuda d’un director que feia les acotacions perquè entressin quan era necessari; els actors professionals que, autodoblant-se a ells mateixos o als actors de les cintes, s'amagaven darrere la pantalla i el director marcava les entrades llegint les acotacions; els pianistes o músics que, malgrat que no era tan comú, explicaven algun detall sobre la pel·lícula mentre l’acompanyaven amb música aprimant o intensificant la melodia segons convenia; els explicadors no professionals, que acostumaven a traduir els rètols o llegir-los literalment per tal que el públic analfabet estigués al cas d’aquestes frases escrites; i, finalment, els explicadors professionals, que eren expressament enviats per les distribuïdores coincidint amb les estrenes. Aquests explicadors, que ja havien vist la pel·lícula, comentaven el film a partir d’un guió ben elaborat, parlaven de cara al públic i s'estaven drets al costat de la pantalla. Són els que més s'adherien a la funció de portaveu de la pel·lícula i apaivagaven el xivarri del públic. A Madrid van destacar dos comentaristes professionals: Tomàs Borràs, que treballà al cinema al voltant de 1910, i Federico Mediante Noceda, que si dedicà a principis de segle.
L’època d’esplendor dels comentaristes fou entre 1904 i 1910. Així doncs, comencen a desaparèixer a mesura que els intertítols tenen més presència al cinema mut. No obstant això, els rètols i els comentaristes van arribar a conviure a conseqüència de l’analfabetisme de molts espectadors. La seva desaparició total se situa al voltant de 1913. El caràcter oral de la seva tasca i el fet que, en cert sentit, complís una funció a la pel·lícula des d'una posició físicament externa a aquesta, justifiquen la manca d'un rastre fílmic o escrit generats pel mateix explicador.

## Principals directors del cinema mut
- Ievgueni Bauer
- Ricard de Baños
- Frank Borzage
- Clarence Brown
- Tod Browning
- René Clair
- Charlie Chaplin
- Segundo de Chomón
- Cecil B. DeMille
- Carl Theodor Dreyer
- Oleksandr Dovjenko
- Germaine Dulac
- Serguei Eisenstein
- John Ford
- Louis Feuillade
- Jacques Feyder
- Robert Flaherty
- Abel Gance
- Fructuós Gelabert i Badiella
- H.C Grantham-Hayes
- David Wark Griffith
- Alice Guy
- Rex Ingram
- Buster Keaton
- Jean Kemm
- Henry King
- Fritz Lang
- Paul Leni
- Fred Leroy-Granville
- Marcel L'Herbier
- Ernst Lubitsch
- Joe May
- Leo McCarey
- Georges Méliès
- F. W. Murnau
- Fred Niblo
- Georg Wilhelm Pabst
- Léonce Perret
- Edwin S. Porter
- Vsévolod Pudovkin
- Gaston Ravel
- Alexandre Ryder
- Mack Sennett
- Victor Sjöström
- Josef von Sternberg
- Mauritz Stiller
- Erich von Stroheim
- Sam Taylor
- Maurice Tourneur
- Dziga Vertov
- King Vidor
- Lois Weber
- Robert Wiene

## Curiositats
Als Estats Units, país amb forta immigració a principis del segle xx, molts immigrants no parlaven l'anglès, tant el teatre com la premsa o els llibres els estaven prohibits per la frontera idiomàtica, per la qual cosa el cinema mut es va transformar en una font d'esplai molt important per a ells, amb un èxit aclaparador.